# Eatoniella kerguelenensis
Eatoniella kerguelenensis är en snäckart. Eatoniella kerguelenensis ingår i släktet Eatoniella och familjen Eatoniellidae. Utöver nominatformen finns också underarten E. k. chiltoni.